# Cipetir
Cipetir (Tjipetir dans l'ancienne graphie néerlandaise) est un village d'Indonésie situé sur l'île de Java, à l'ouest de Bandung et au sud-est de Jakarta, dans le kabupaten de Bandung occidental de la province de Java occidental.

## Histoire

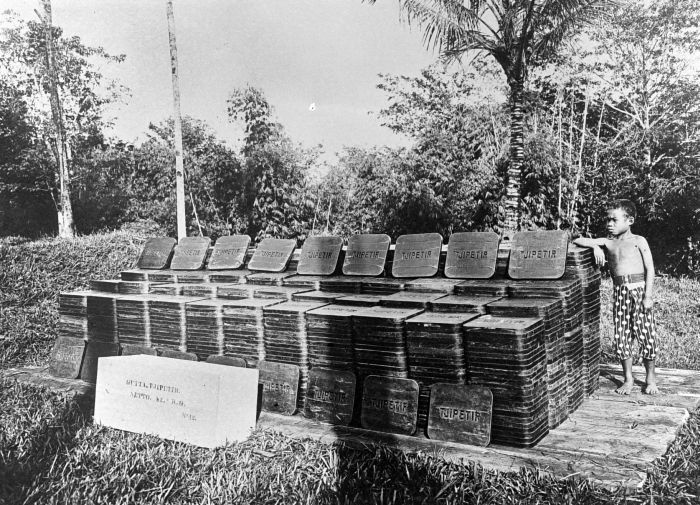
Enfant indonésien posant à côté de plaques de gutta-percha estampillées « TJIPETIR ».

Une plantation d'hévéas appartenant au gouvernement des Indes orientales néerlandaises était implantée près du village de Cipetir, qui a fondé sa prospérité sur la production de gutta-percha, une gomme tirée du latex de Palaquium gutta et d'autres arbres de la famille des Sapotaceae,. Après récolte, le latex était coagulé, lavé et élaboré en plaques par calandrage rectangulaires, mesurant 30 × 35 centimètres, aux coins arrondis et portant l'inscription « TJIPETIR » en creux au centre. Ce matériau importé en Europe par bateau servait à la fabrication du caoutchouc industriel, de balles de golf, dans l'isolation, la cordonnerie, etc. La production du village fut exposée en 1921 au cinquième Congrès du caoutchouc et des produits coloniaux qui se tenait à Londres.
Bien que la production se soit arrêtée à Cipetir après 1920, à partir des années 2010 certaines de ces plaques sont apparues sur les rivages de l'Europe de l'Ouest, de l'Espagne au Danemark,. L'une des hypothèses sur leur provenance est celle de l'épave du Titanic qui a sombré au large de Terre-Neuve en 1912,. La dégradation de l'épave un siècle après la catastrophe aurait permis à ces plaques de remonter à la surface de l'océan Atlantique et de flotter, portées par la dérive nord atlantique.